# Psicología médica
La psicología médica trabaja desde aspectos tan diversos como la genética y la robótica hasta los conocimientos que están en relación con factores medioambientales e influidos por aspectos económicos, políticos y socioculturales. No es por lo tanto una sorpresa que esta disciplina, por ejemplo, estudia al individuo a nivel neural, endócrino e inmunológico por un lado y por otro las relaciones en los niveles personales, familiares y sociales, como también utilice la alta tecnología para hacer sus investigaciones, diagnósticos y tratamientos.
Tal como muchas disciplinas, la psicología médica también hace uso de la información de las ciencias sociales. Dentro de ellas, la antropología, la psicología social y la sociología aportan a la psicología médica valiosos datos sobre el funcionamiento de los grupos humanos (la familia, las sociedades, las culturas y sus interacciones con el individuo).
Actualmente, los profesionales de la salud están favorecidos con: (a) los avances del conocimiento cada vez más minuciosos de la estructura y el funcionamiento de las partes que integran el organismo humano; (b) los métodos para identificar las disfunciones de los órganos y determinar su patología; (c) de sus recursos para prevenir y combatir las enfermedades. Estos avances son tan amplios que tienen que aceptar sus limitaciones dentro de su área de servicio y aprovechar de los otros profesionales para formar un equipo que permita revisar al individuo de manera integral.
Hace más de 130 años Claude Bernard dijo: “no hay enfermedades sino enfermos”, sin embargo muchos profesionales de la salud todavía no han asimilado esta frase. Más bien siguen la antigua división teórica cartesiana donde el cuerpo y la mente son tratados como entidades separadas y erróneamente lo aplican en su trato diario con los enfermos en lugar de considerar a la persona como un todo.
La formación del profesional de la salud debe ser integral. Necesita tanto del conocimiento científico como el saber afrontar, comprender y relacionarse con las personas, de como los seres humanos se relacionan entre sí e integrarlo de acuerdo a su salud. El profesional de salud necesita estar alerta que de su actitud hacia las personas también dependerá la facilidad o la dificultad para establecer un diagnóstico preciso y la instauración del tratamiento apropiado de las personas que sirve.

## Historia
En algún momento psicología médica fue llamada la psicología para los médicos. Morales Meseguer al hablar de la psicología médica, circunscrita dentro de la práctica médica, suscitaba la cuestión si debía hablarse de una disciplina formal o simplemente de un sector aplicativo de conocimientos y recomendó reflexionar la doble imagen que despierta, aborda los problemas psicológicos que se emplea en la práctica médica, que cabe atribuir a un “saber psicológico” que los factores psíquicos participan en la determinación de las enfermedades humanas y desde luego con su tratamiento.
La psicología médica resulta una empresa atractiva, hay quienes la entienden como una consecuencia a la existencia de la práctica médica (Alonso Fernández, 1989) o como la psicología en la educación médica, en la investigación y en la práctica clínica (Kerejarto, 1978) o como la aplicación de los métodos y conceptos psicológicos a los problemas médicos (Rachman, 1977).
El concepto antiguo de esta disciplina es que trata de aplicar los conocimientos y experiencias de la psicología general a los problemas de la medicina, abarcando todos los aspectos psicológicos de la actividad profesional del médico, la relación médico-paciente y la actitud del individuo o grupo, frente a la enfermedad y otros factores como la biografía personal o familiar, expectativa de muerte, curación o situaciones y conflictos vitales.Tradicionalmente, la psicología médica tenía como meta el preparar al médico en los conocimientos psicológicos con el objeto de que pueda comprender mejor al enfermo. Desde esa perspectiva, la psicología médica tiene dos funciones: formativa e informativa. Formativa: cambios en la personalidad, cambios en las motivaciones, cambios en las actitudes. Informativa: en las teorías de la personalidad, la relación médico-paciente, la personalidad de los médicos, diagnósticos personales y comprensivos, procedimientos psicoterapéuticos.

## La psicología médica y la psiquiatría
La psicología médica integra los conocimientos de las ciencias médicas y psicológicas que luego son usados por el profesional en beneficio de la persona. Es distinta a la psiquiatría que estudia los trastornos mentales y el modo en que son prevenidos, diagnósticados y tratados.
El diagnóstico emitido por el profesional experto se basa en el estudio de los signos y síntomas, el rol de los factores biológicos, psicológicos, culturales y sociales que inician o facilitan, mantienen, modifican o eliminan una enfermedad, la relación profesional de la salud-paciente y estos con su medio, el comportamiento del enfermo ante el diagnóstico y el tratamiento, los recursos psicológicos para el tratamiento de la enfermedad.
Actualmente, los psicólogos clínicos (psicólogos clínicos y de la salud, neuropsicólogos clínicos), han ampliado su campo de trabajo así como lo están haciendo otros profesionales de la Salud. De ese modo, actualmente gracias a los estudios posdoctorales en el área de Medicina y Farmacología los psicólogos licenciados pueden ampliar su área de acción a fin de proveer un servicio más completo a sus pacientes.

## Conclusión
En inglés, "Medical Psychology"/"Medical Psychologist" (Psicología Médica/Médico Psicólogo), se refiere al doctor en psicología clínica, neuropsicología o con otra especialidad en el área la salud que tiene una maestría posdoctoral o post PhD y capacidad de prescribir. Sus estudios adicionales son en las áreas de medicina y farmacología. Por parte de psicólogos clínicos en EE. UU. y el Canadá, es el término que emplean estos para diferenciarse de aquellos psicólogos que no pueden prescribir. Muchos de los estados, provincias y territorios están siguiendo el proceso legal que permita a los psicólogos médicos prescribir.
Es importante anotar que Medical Psychology es una sub-especialización dentro de la Psicología Clínica y aceptada por el Association of State and Provincial Psychologists Board (ASPPB) como tal.